# 学校法人鹿児島純心女子学園
学校法人鹿児島純心女子学園（がっこうほうじんかごしまじゅんしんじょしがくえん）は、鹿児島県鹿児島市唐湊四丁目に本部を置く日本の学校法人。カトリックの女子修道会にあたる、カナダのホーリーネイムズ修道会が戦前の日本において創設した学校に発祥し、ミッションスクールなどを運営している。大学、短期大学、高等学校、中学校及び幼稚園の設置者である。

## 沿革
- 1933年12月 - カナダのホーリーネイムズ修道会が鹿児島純心女子短期大学の現在地に聖名高等女学校を創設する。
- 1940年10月 - 長崎純心聖母会が引き継ぎ財団法人鹿児島純心高等女学校を設立
- 1948年4月 - 学制改革で鹿児島純心高等女学校を鹿児島純心女子高等学校に改称
- 1951年2月 - 私立学校法施行で学校法人鹿児島純心女子学園に組織変更
- 1960年4月 - 鹿児島純心女子短期大学開学
- 1994年4月 - 鹿児島純心女子大学開学
- 2004年4月 - 鹿児島純心女子大学大学院開設
- 2007年4月 - 学校法人川内純心女子学園と合併
- 2023年4月 -
  - 鹿児島純心女子大学を男女共学化、鹿児島純心大学に改称
  - 鹿児島純心女子大学附属純心幼稚園を鹿児島純心大学附属純心幼稚園に改称

## 運営校
- 鹿児島純心大学
- 鹿児島純心女子短期大学
- 鹿児島純心女子中学校・高等学校
- 川内純心女子高等学校（2009年廃校）
- 鹿児島純心大学附属純心幼稚園

## 純心ファミリー
- 学校法人純心女子学園
- 学校法人東京純心女子学園
- 学校法人第二純心学園
- ブラジル純心学園
- 社会福祉法人純心聖母会